# Renate Merck
Pour les articles homonymes, voir Merck.
Renate Merck, née en 1951, est une monteuse allemande.

## Biographie
Renate Merck a d'abord étudié l'allemand et l'ethnologie. À partir de 1979, elle travaille dans le domaine du montage de films. En 2003, elle est nommée pour le prix du montage pour le film Scherbentanz (de) (Famille brisée; titre TV).
Renate Merck est en couple avec le réalisateur Helmut Herbst.

## Filmographie (sélection)

### Au cinéma
- 1979 : Was sollen wir denn machen ohne den Tod de Elfi Mikesch (documentaire)
- 1981 : Happening, Kunst und Protest de Helmut Herbst (documentaire)
- 1981 : Zwischen den Bildern de Helmut Herbst (documentaire, 3e partie)
- 1982 : Eine deutsche Revolution de Helmut Herbst
- 1982 : Zeitgenössische Fotographie de Michael Engler (documentaire)
- 1983 : Der Pirat ist die Liebe de Silke Großmann (film expérimental)
- 1984 : Die Achse de Thomas Mauch (court métrage)
- 1985 : Verführung: Die grausame Frau d'Elfi Mikesch et Monika Treut
- 1985 : 40 qm Deutschland (de) de Tevik Baser
- 1986 : Gefühle der Augen de Silke Großmann (film expérimental)
- 1986 : Die Jungfrauenmaschine de Monika Treut
- 1987 : Drachenfutter (de) de Jan Schütte
- 1988 : Abschied vom falschen Paradies de Tevik Baser
- 1989 : Der zynische Körper de Heinz Emigholz
- 1990 : Winckelmanns Reisen (de) de Jan Schütte
- 1990 : Im Kreise der Lieben de Hermine Huntgeburth
- 1991 : Santaria – Von Menschen und Heiligen auf Cuba  de I. Kummes et M. Schäfer (documentaire)
- 1991 : Reise nach Patagonien de Jan Schütte (documentaire)
- 1991 : Die Serpentintänzerin de Helmut Herbst
- 1992 : Eroberung der Leere de Claudia Willke (documentaire)
- 1994 : Auf Wiedersehen Amerika (de) de Jan Schütte
- 1995 : Eine Reise in das Innere von Wien de Jan Schütte (documentaire)
- 1995 : Die Eroberung der Mitte (de)
- 1996 : Chaplin von Theresienstadt de Sibylle Schönenmann (documentaire)
- 1997 : Das Trio (de) d'Hermine Huntgeburth
- 1998 : Fette Welt (cy) de Jan Schütte
- 2000 : Scherbentanz de Chris Kraus
- 2000 : L'Adieu : Le Dernier Été de Brecht (Abschied. Brechts letzter Som)
- 2001 : Supertex de Jan Schütte
- 2002 : Scherbentanz (de)
- 2007 : Bis später, Max (en)

### À la télévision
- 1994 : Ein falscher Schritt  d'Hermine Huntgeburth (TV)

## Récompenses et distinctions
- (en) Renate Merck: Awards, sur l'Internet Movie Database